# NGC 3214
NGC 3214 je spiralna galaktika u zviježđu Velikom medvjedu.

## Vanjske poveznice
- SEDS: NGC 3214
- (eng.) Revidirani Novi opći katalog
- (eng.) Izvangalaktička baza podataka NASA-e i IPAC-a
- (eng.) Astronomska baza podataka SIMBAD
- (eng.) VizieR